# Leucipo (hijo de Perieres)

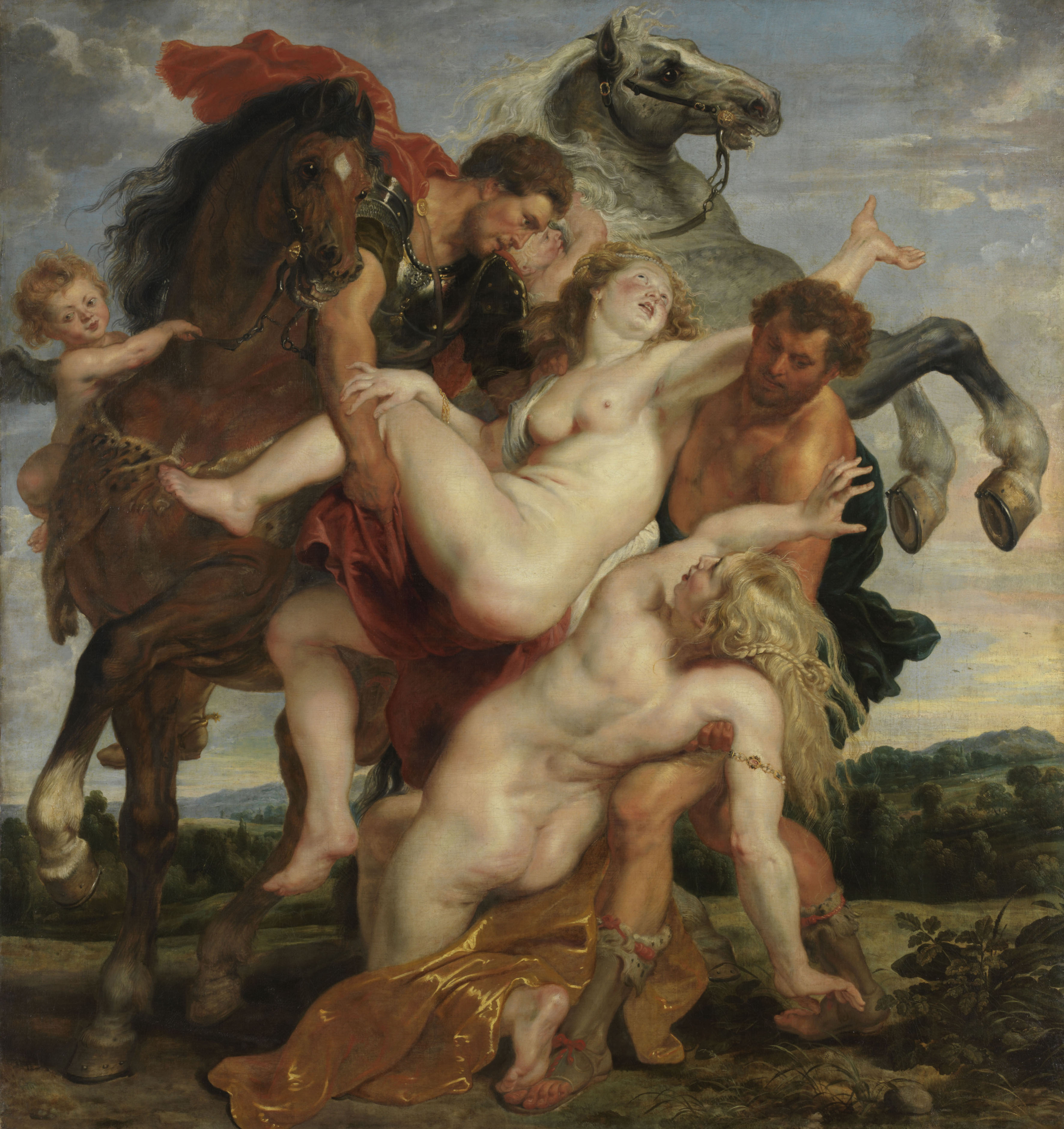
Rapto de las hijas de Leucipo, 1616, Peter Paul Rubens.

En la mitología griega, Leucipo (Λεύκιππος) era un príncipe de Mesenia. Según una tradición mesenia, dio su nombre a la ciudad de Leuctro. Leucipo era hijo de Perieres y Gorgófone, y padre de tres muchachas, Hilaíra, Febe y Arsínoe, que fue amada por Apolo, y ella le alumbró a Asclepio. Al menos un autor cita como su esposa a Filódice, que le dio al menos a Febe e Hilaíra. Se dice que tras la muerte de Perieres, Leucipo y Afareo heredaron el gobierno, pero Afareo finalmente ejerció más poder, desplazando a Leucipo. También participó en la caza del Jabalí de Calidón. Sus otras dos hijas, Hilaíra y Febe, conocidas con el patronímico de Leucípides, fueron raptadas por sus primos, Cástor y Polideuces o Pólux, quienes se desposaron con ellas. En respuesta, Idas y Linceo, sobrinos de Leucipo y pretendientes rivales, mataron a Cástor. Pólux era inmortal por ser hijo de Zeus, a quien más tarde persuadiría para que hiciera inmortal también a su hermano Cástor. Después, uno y otro hermano se alternarían en el Olimpo y en el Hades. De Pólux y Febe nació Mnesilao, pero Anogón fue hijo de Cástor e Hilaíra. Se dice que el propio Apolo tuvo un galanteo amoroso tanto con Leucipo como con su esposa. También se dice en las Ciprias que las Leucípides eran hijas de Apolo.